# Pilota d'Or 1982
El premi Pilota d'Or 1982, atorgat al millor futbolista europeu de l'any, a criteri d'un panell de periodistes esportius d'arreu dels territoris membres de la UEFA, fou entregat a Paolo Rossi el 28 de desembre de 1982.
Rossi va ser el tercer nacional italià a guanyar el premi després d'Omar Sívori el 1961 i Gianni Rivera el 1969. Rossi també va ser el segon jugador del Juventus FC a guanyar el trofeu, després de Sívori. el 1961.

## Classificació
| Posició | Nom                   | Club                    | Nacionalitat   | Punts |
| 1       | Paolo Rossi           | Juventus FC             | Itàlia         | 115   |
| 2       | Alain Giresse         | FC Girondins de Bordeus | França         | 64    |
| 3       | Zbigniew Boniek       | Juventus FC             | Polònia        | 53    |
| 4       | Karl-Heinz Rummenigge | Bayern de Múnic         | RFA            | 51    |
| 5       | Bruno Conti           | AS Roma                 | Itàlia         | 48    |
| 6       | Rinat Dasayev         | FK Spartak Moscou       | Unió Soviètica | 17    |
| 7       | Pierre Littbarski     | 1. FC Köln              | RFA            | 10    |
| 8       | Dino Zoff             | Juventus FC             | Itàlia         | 9     |
| 9       | Michel Platini        | Juventus FC             | França         | 5     |
| 10      | Bernd Schuster        | FC Barcelona            | RFA            | 4     |
| 11      | Giancarlo Antognoni   | ACF Fiorentina          | Itàlia         | 3     |
| 12      | Bruno Pezzey          | Eintracht Frankfurt     | Àustria        | 2     |
| 12      | Gaetano Scirea        | Juventus FC             | Itàlia         | 2     |
| 12      | Eric Gerets           | Standard Liège          | Bèlgica        | 2     |
| 15      | Paul Breitner         | Bayern de Múnic         | RFA            | 1     |
| 15      | Torbjörn Nilsson      | IFK Göteborg            | Suècia         | 1     |
| 15      | Walter Schachner      | AC Cesena               | Àustria        | 1     |
| 15      | Marco Tardelli        | Juventus FC             | Itàlia         | 1     |
| 15      | Marius Trésor         | FC Girondins de Bordeus | França         | 1     |